# Simetria radial
A simetria radial (português brasileiro) ou simetria radiada (português europeu) é aquela em que alguns eixos, e não apenas um plano, passam através do animal, e as partes se repetem em volta deste eixo. Este tipo de simetria é encontrado em cnidários (celenterados) e equinodermos. A simetria radial representa um tipo de adaptação para um determinado tipo de vida. 
Nos cnidários adultos, a simetria radial é  pentarradial por apresentar cinco raios, uma característica evolutiva presente no filo Cnidaria: anêmonas, hidras e águas-vivas. Por outro lado, as larvas apresentam simetria bilateral.
Um exemplo disto é a medusa, e também águas-vivas.